# Wielowieś, Tarnobrzeg
Wielowieś, Tarnobrzeg - là một ngôi làng trước đây ở Podkarpackie Voivodeship, Ba Lan, hiện là một phần của thành phố Tarnobrzeg.

## Lịch sử
Việc định cư ở Wielowies đã tồn tại trong những ngày đầu của Vương quốc Ba Lan, và là một cảng sông Vistula nhỏ. Một nhà thờ bằng gỗ được xây dựng tại đây, đã bị phá hủy cùng với ngôi làng trong một cuộc đột kích của người Litva năm 1376. Wielowies đã được xây dựng lại, và một ngôi nhà trang viên được xây dựng ở giữa làng. Ngôi nhà thuộc về gia đình quý tộc Leliwita, chủ sở hữu của một số ngôi làng ở vùng này của Ba Lan (vào thế kỷ 16, Leliwitas lấy họ Tarnowski). Trong số những ngôi làng khác, nó là nơi cư trú của Vua Wladyslaw Jagiello cùng gia đình. Ngôi nhà đã bị phá hủy trong cuộc xâm lược Ba Lan của Thụy Điển (1655 - 1660). Vào cuối thế kỷ 15, gia đình Tarnowski đã tài trợ cho nhà nguyện tang lễ của họ với một bàn thờ bằng gỗ cuối thời Phục hưng từ những năm 1580. Người đầu tiên được chôn cất ở đây là người sáng lập Tarnobrzeg, Stanislaw Tarnowski, người đã chết năm 1608. Năm 1860, các Nữ tu Đa Minh đầu tiên đến đây và sau đó, một tu viện được xây dựng. Các nữ tu đã mở một trong những ngôi trường đầu tiên dành cho những cô gái đến từ làng trong vùng.